# Igreja Presbiteriana no Uganda
A Igreja Presbiteriana no Uganda (em inglês:  Presbyterian Church in Uganda) é uma denominação de uma igreja reformada no Uganda, membro da Fraternidade Reformada Mundial sendo a maior denominação presbiteriana e reformada no país.

## História
Na década de 1970, grande parte da população do Uganda esteve envolvida em conflitos étnicos. Por causa da perseguição de Idi Amin muitos refugiados foram para outros países. Entre eles estava o membro do Parlamento e também pastor ugandês Keefa Sempangi que na época era o pastor de uma igreja Pentecostal em Kampala, a Igreja Resgatada.
Em 1973 Kefa Sempangi teve de emigrar, por causa da perseguição, e decidiu ir para os Países Baixos. Na Europa ele se converteu à Fé Reformada e decidiu estudar teologia nos Estados Unidos, tornando-se aluno do Seminário Teológico Westminster, em Filadélfia, Pensilvânia.
Sempangi voltou para casa em 1979 com a ajuda de missionários norte-americanos e com o intuito de iniciar uma igreja presbiteriana no país. A primeira igreja foi organizada naquele ano em Kampala, sendo a Primeira Igreja Presbiteriana no Uganda.
A igreja organizou uma extensão do Seminário Teológico de Westminster no Uganda para treinar e equipar pastores nacionais. A igreja passou por um cisma em 1989, devido a questões disciplinares. Parte dos membros se desligou e formou a Igreja Presbiteriana Reformada no Uganda.
A denominação continuou fundando congregações em todo o Uganda, e assim o número de igrejas e membros cresceu rapidamente, tornando-a na maior denominação presbiteriana e reformada no país.
Em julho de 2019, a denominação estimou ser formada por 87 igrejas e congregações, com 3.045 membros.

## Atualidade
A IPU trabalha com projetos de missionários no Uganda Central e em todo o país.
A Igreja Presbiteriana Ortodoxa (EUA) começou a trabalhar em Mbale em 1995, e mais tarde mudou-se para a Missão Karamoja. A Igreja Presbiteriana Ortodoxa em Mbele detém inscrição provisória na IPU, mas pretende incorporar-se ao Presbitério Mbale.

## Doutrina
A igreja subscreve o Credo dos Apóstolos, a Confissão de Fé de Westminster, Breve Catecismo de Westminster, e Catecismo Maior de Westminster.
Afirma também, os Cinco pontos do Calvinismo: Depravação Total, Eleição Incondicional, Expiação Limitada, Graça Irresistível e Perseverança dos Santos; e as Cinco Solas: Sola Scriptura, Sola Fide, Soli Deo Gloria, Sola Gratia e Solus Christus.

## Educação e seminário
A Faculdade e  Seminário Teológico Westminster teve início em 1996 no centro de adoração da Primeira Igreja Presbiteriana em Kampala. Turmas foram iniciadas em Zana, em 1998 e o número de estudantes cresceu rapidamente.
Em 1999 começaram a vir alunos da Igreja Presbiteriana do Sudão para estudar no Uganda. As novas instalações foram construídas e um seminário foi fundada em 2007. O Seminário é a instituição oficial teológica da Igreja Presbiteriana no Uganda, localizado agora em Kampala.

## Relações Inter-Eclesiásticas
A Igreja Presbiteriana no Uganda teve relações fraternas com as Igrejas Reformadas na Holanda (Liberadas) através da Missão Reformada Utrecht e da Igreja Presbiteriana na América através da Missão Para o Mundo, suas respectivas agencias missionárias. 
Em 2014 a IPU entrou em plena comunhão com Igrejas Reformadas na Holanda (Liberadas).
A igreja é membro da Fraternidade Reformada Mundial e Conferência Internacional das Igrejas Reformadas.